# Daniel Popović
 Ovo je glavno značenje pojma Daniel Popović. Za druga značenja pogledajte Danijel Popović.
Daniel Popović (Zadar, 18. lipnja 1980.) je hrvatski profesionalni košarkaš. Igra na poziciji niskog krila, a može zbog svoje visine od 2,00 m, može igrati i poziciju krilnog centra i centra. Trenutačno je član košarkaškog kluba Zadar. Prema procjeni zadarske struke najveća je nada zadarske košarke. 

## Karijera
Karijeru je započeo u KK Otok Ugljan. Svojim igrama, 2006. zaslužio je poziv u hrvatsku U-18 reprezentaciju. Za njega su se interesirali mnogi klubovi, što hrvatski, što talijanski. Najbrži je bio KK Zadar, s kojim je potpisao ugovor do 2014. godine. Nastupao je u kadetskoj momčadi Zadra i bio njihov ponajbolji igrač. Prije početka sezone 2008./09. priključen je seniorskoj momčadi Zadra. 

## Vanjske poveznice
- Profil na NLB.com